# Tuchsitz

Tuchsitz an einem Faltstuhl

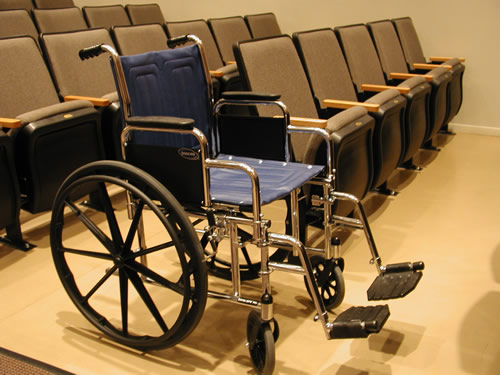
Faltrollstuhl mit Tuchsitz

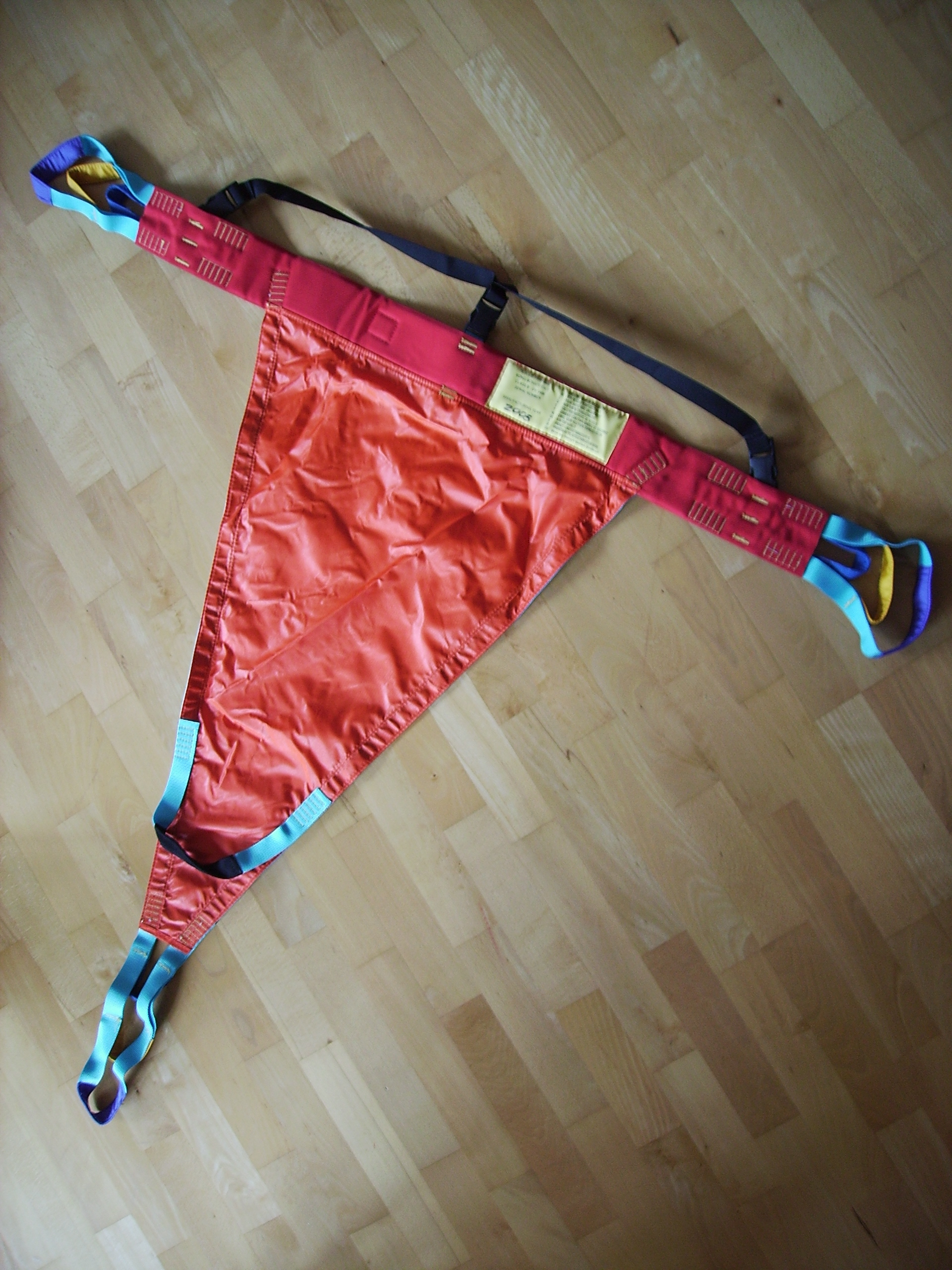
Rettungs-Tuchsitz

Tuchsitz bezeichnet eine Vorrichtung zum Sitzen, deren wesentlicher Teil aus einem Tuch besteht.  
Tuchsitze werden an Sitzmöbeln beispielsweise bei Falt-, Feld- und Campingstühlen verwendet. Sie sind dort meist an den Rändern um die parallelen Sitz- und Rückenlehnen-Seitenrohre herum befestigt. 
Tuchsitze werden zudem bei leichten Fahrzeugen wie zum Beispiel  Faltrollstühlen,   Fahrrad-Kinderanhängern, Rodelschlitten sowie auch bei besonders einfachen und preiswerten Fahrzeugen verwendet, wie z. B. bei den ersten Ausführungen des PKW-Modells Citroën 2CV. Der Tuchsitz ist hier häufig an den Seiten oder umlaufend mit mehreren Befestigungspunkten an einem starren Rahmen befestigt und/oder gespannt. 
Als Tuchsitze werden auch flexible Aufnahmevorrichtungen an Personenliftern bzw. Hebehilfen zur Pflege bezeichnet. Sie können im einfachsten Falle aus einem rechteckigen Gewebestück bestehen, das an den Seiten, eventuell mit Versteifungen, mit zwei Ketten an einem Tragbügel aufgehängt ist. Zusätzlich kann an die Kette des Sitzstückes eine ähnlich geformte Rücklehne angehängt sein. 
Aufwendiger geformte Tuchsitze für Personenlifter umschließen die darin sitzende Person bis in Kopfhöhe und haben häufig vier Aufhängeschlaufen jeweils beiderseits am oberen Rückenende und am unteren Rand, an dem die Kniekehlen aufliegen. Die Aufhängung nerfolgt auch hier an einem Tragbügel oder an einem Tragrahmen mit vier Aufnahmepunkten. 